# EB 71A
Die zweiachsigen gedeckten Güterwagen nach Musterblatt 71A wurden von den Belgischen Staatsbahnen (Chemins de fer de l’État belge, abgekürzt EB, auch L’État belge) 1884 speziell für den Transport von Pferden konstruiert.

## Geschichte
1884 entstand in den bahneigenen Werkstätten der EB ein Pferdetransportwagen für den Transport von drei Pferden. Der Wagen verfügte beiderseits über eine 2570 mm breite ganz herabklappbare Ladeklappe (Laderampe). Zwischen 1888 und 1910 ließ die Gesellschaft bei verschiedenen Wagenbauanstalten insgesamt 341 weitere Wagen dieser Bauart herstellen. Die nach 1900 gebauten Wagen wurden nach einer als „Design 12149M“ bezeichneten Musterzeichnung gebaut, wobei die Abweichungen alle unterhalb eines Zentimeters lagen. Die einzige größere Abweichung waren 7 cm bei der Innenhöhe in der Wagenmitte.
Fünf vor 1900 gebaute Wagen gehörten bereits zum Hofzug des belgischen Königs Leopold II. Sieben der 1910 gebauten Wagen wurden ab 1911 unter den Nummern E1–E7 Bestandteil des neuen Hofzuges von König Albert I.
Wie lange die Wagen im Einsatz waren, ist unsicher. Sie wurden auf jeden Fall vor 1956 ausgemustert.
Die Wagen waren bronzebraun gestrichen und hatten eine weiße Beschriftung.